# Кластер легкої промисловості
Освітній інвестиційно-технологічний кластер легкої промисловості — ефективний інструмент інноваційного розвитку, який має забезпечувати ефективне використання наявного потенціалу та ресурсів учасників з метою розвитку та відродження легкої промисловості регіону та підвищення конкурентоспроможності та інвестиційної привабливості учасників за рахунок  інтеграції їх економічного та наукового потенціалів.
Діяльність Кластеру здійснюється у відповідності до Стратегії розвитку міста Києва до 2025 року та укладеної 22 грудня 2015 р. Угоди про співпрацю між виконавчим органом Київської міської ради (Київською міською державною адміністрацією), Київським національним університетом технологій та дизайну, Черкаським державним бізнес-коледжем [Архівовано 18 Січня 2017 у Wayback Machine.] та підприємствами легкої промисловості. Предметом Угоди є формування освітнього інвестиційно-технологічного кластеру легкої промисловості як ефективного інструменту інноваційного розвитку через більш ефективне використання наявного потенціалу та ресурсів.
До складу кластеру легкої промисловості входять: Виконавчий орган Київської міської ради (Київська міська державна адміністрація) [Архівовано 4 Серпня 2012 у WebCite], Київський національний університет технологій та дизайну, ПАТ «Чинбар», ТОВ «Київський взуттєвий альянс» [Архівовано 18 Січня 2017 у Wayback Machine.], ТОВ "Науково-виробнича компанія «Гідростиль» [Архівовано 19 Січня 2017 у Wayback Machine.], ТОВ «РА.ДА» [Архівовано 18 Січня 2017 у Wayback Machine.], ТОВ «Дана-мода» [Архівовано 19 Січня 2017 у Wayback Machine.].

### Учасники Кластеру
Учасниками Кластеру можуть бути:
- органи державної влади та органи місцевого самоврядування;
- юридичні особи, що розділяють положення цієї Угоди.

Інші Сторони стають учасниками Кластеру після прийняття Радою Кластеру рішення про прийняття до складу Кластеру нового учасника та підписання додаткової Угоди.
Учасники Кластеру зберігають повну організаційну, фінансову та економічну самостійність.
Кластер відкритий для приєднання нових вітчизняних та іноземних учасників.
Учасники Кластеру сприяють розвитку Кластера та утримуються від дій, що суперечать його цілям та завданням.
Сторони здійснюють дії щодо:
- формування механізмів створення Кластера;
- підготовки діяльності Ради Кластеру (визначення її організаційної структури, компетенції і завдань).

З метою забезпечення реалізації цілей цієї Угоди Сторони докладуть усіх зусиль для налагодження відповідної комунікації між собою шляхом визначення уповноважених на це представників Сторін.

### Діяльність кластеру забезпечує
- виробничу кооперацію щодо обміну технологічними та управлінськими ноу-хау між учасниками;
- ефективний перерозподіл інвестиційних ресурсів;
- підвищення рівень інноваційної активності серед учасників;
- оновлення модельного ряду продукції;
- підвищення рівня професійної підготовки в легкій промисловості шляхом залучення випускників КНУТД до виробничого процесу та регулярного підвищення їх кваліфікації на базі КНУТД;
- організацію та проведення спеціалізованих ярмарок, виставок, показів, презентацій продукції.

Відповідно до рішення Ради Кластеру до плану наукових-інноваційних проектів включено такі:
«Шкіра і взуття спеціального призначення»;
«Київська броня» (засоби індивідуального бронезахисту для поліції м. Києва);
«Блакитний захист» (спеціальний одяг для рятувальних та інших робіт на воді);
«Шкільна форма для киян»;
«Енергоефективність у технологічних процесах виробництва шкіри, взуття, трикотажних та швейних виробах»;
«Взуття для дошкільнят»
Підвищення кваліфікації фахівців у сфері організації виробництва підприємств легкої промисловості.
Науковий супровід проектів здійснює Київський національний університет технологій та дизайну.

### Кластер як інструмент регіонального розвитку
Взаємозв'язки усередині Кластера легкої промисловості забезпечують розвиток аутсорсингу, коли малі та середні компанії на основі договору обслуговують певні бізнес-процеси чи виконують окремі функції для великих підприємств кластера;
Зменшуються витрати за рахунок спільного використання каналів збуту, проведення рекламних заходів, використання інфраструктурних об'єктів тощо;
Малі та середні компанії дістають змогу більш адекватно і швидко реагувати на потреби споживачів;
Кластери забезпечують малим фірмам високий ступінь спеціалізації при обслуговуванні конкретного ринкового сегменту; покупців);
Інноваційна кооперація сприяє зменшенню витрат на модернізацію продукції та технологій шляхом передачі частини робіт партнерам, що спеціалізуються в конкретних видах діяльності;
Зростає ефективність забезпечення виробництва сировиною і матеріалами на основі встановлення довгострокових партнерських зв'язків;
Інтенсифікується обмін інформацією, а також активно відбувається обмін ідеями та передача знань від вчених до підприємців;
З'являється можливість об'єднання зусиль для лобіювання інтересів малого та середнього бізнесу.

### Фінансування Кластеру
Співпраця Сторін для реалізації визначених цілей Кластеру фінансуватиметься за рахунок:
- власних коштів Сторін;
- залучених коштів;
- інших не заборонених законодавством джерел.

### Керівні органи та порядок прийняття рішень в Кластері
Для реалізації положень — створюють Раду Кластеру.
Рада Кластеру формується керівниками установ та організацій, які є учасниками Кластеру.

#### До компетенції Ради Кластеру належить
- обрання Голови Ради Кластеру, двох заступників та секретаря для забезпечення її поточної діяльності;
- прийняття рішень у всіх важливих справах Кластеру, у тому числі про реорганізацію чи припинення діяльності Кластеру, прийняття до складу Кластеру нових учасників чи виведення з його складу;
- обговорення річних звітів та затвердження річних планів діяльності.

Рада Кластеру скликається в міру необхідності, але не менше ніж 2 рази на рік. Позачергове скликання Ради Кластеру можливе на вимогу не менше половини її учасників.
Голова Ради Кластеру обирається із числа членів Ради Кластеру більшістю голосів терміном на 3 роки.

##### Голова Ради Кластеру
- представляє Кластер в установах та організаціях, у тому числі міжнародних;
- головує на засіданнях Ради Кластеру;
- підписує рішення Ради Кластеру, які оформлюються у вигляді протоколів.